# Мераф Бахта
Мераф Бахта Огбагабер (швед. Meraf Bahta Ogbagaber; тигринья ምዕራፍ ባህታ; род. 24 июня 1989, Декисхахай, Эфиопия) — шведская и эритрейская легкоатлетка, специализирующаяся в беге на средние и длинные дистанции. Чемпионка Европы 2014 года в беге на 5000 метров. Финалистка летних Олимпийских игр 2016 года.

## Биография
С 15 лет выступала за Эритрею на международных соревнованиях. В 2006 году заняла пятое место в финале юниорского чемпионата мира в беге на 1500 метров. На чемпионате мира по кроссу в 2007 году стала серебряным призёром в командном первенстве среди юниорок.
Состояла в рядах вооружённых сил Эритреи. В 2009 году, устав от постоянных военных конфликтов на родине и бедности, Мераф приняла решение эмигрировать из страны. Во время соревнований в Испании она покинула расположение команды, взяла билет на самолёт до Стокгольма и отправилась в Швецию в надежде на лучшую жизнь. Первые месяцы ей пришлось провести в лагере для беженцев. Там она узнала, что в Эритрее её стали считать дезертиром, а родителей власти посадили в тюрьму. Через некоторое время стало известно и о смерти матери. Таким образом, депортация для Мераф означала серьёзную угрозу её жизни.
Помощь пришла со стороны Федерации лёгкой атлетики Швеции. Тренер Ульф Бьёрклунд разместил её у себя дома и помог освоиться в чужой стране, а другой африканский эмигрант, Мустафа Мохамед, вместе со своим наставником Ульфом Фрибергом помогли с поддержанием спортивной формы.
В 2012 году Бахта получила вид на жительство, а 23 декабря 2013 года, после нескольких отказов, она стала гражданкой Швеции.
В одном из первых стартов за сборную Мераф завоевала золото на чемпионате Европы 2014 года, где в беге на 5000 метров опередила на финише Сифан Хассан из Нидерландов.
В 2016 году стала серебряным призёром чемпионата Европы на дистанции 5000 метров.
На Олимпийских играх в Рио-де-Жанейро вышла в финал в беге на 1500 метров, где заняла шестое место.

## Основные результаты
| Год  | Турнир                                 | Место проведения         | Дисциплина | Место | Результат |
| ---- | -------------------------------------- | ------------------------ | ---------- | ----- | --------- |
| 2005 | Чемпионат мира по кроссу среди юниоров | Сен-Гальмье, Франция     | кросс 6 км | 32-е  | 22.43     |
| 2006 | Чемпионат мира по кроссу среди юниоров | Фукуока, Япония          | кросс 6 км | 12-е  | 20.22     |
| 2006 | Чемпионат мира среди юниоров           | Пекин, Китай             | 1500 м     | 5-е   | 4.16,01   |
| 2007 | Чемпионат мира по кроссу среди юниоров | Момбаса, Кения           | кросс 6 км | 6-е   | 21.24     |
| 2007 | Всеафриканские игры                    | Алжир, Алжир             | 1500 м     | 9-е   | 4.15,12   |
| 2007 | Всеафриканские игры                    | Алжир, Алжир             | 5000 м     | 7-е   | 15.56,30  |
| 2008 | Чемпионат мира по кроссу               | Эдинбург, Великобритания | кросс 8 км | 43-е  | 27.31     |
| 2014 | Командный чемпионат Европы             | Брауншвейг, Германия     | 5000 м     | 1-е   | 15.36,36  |
| 2014 | Чемпионат Европы                       | Цюрих, Швейцария         | 5000 м     | 1-е   | 15.31,39  |
| 2014 | Континентальный кубок                  | Марракеш, Марокко        | 3000 м     | 2-е   | 8.58,48   |
| 2014 | Чемпионат Европы по кроссу             | Самоков, Болгария        | кросс 8 км | 3-е   | 28.52     |
| 2016 | Чемпионат Европы                       | Амстердам, Нидерланды    | 5000 м     | 2-е   | 15.20,54  |
| 2016 | Олимпийские игры                       | Рио-де-Жанейро, Бразилия | 1500 м     | 6-е   | 4.12,59   |